# Schlotheimia angustata
Schlotheimia angustata är en bladmossart som beskrevs av Mitten 1869. Schlotheimia angustata ingår i släktet Schlotheimia och familjen Orthotrichaceae. Inga underarter finns listade i Catalogue of Life.